# 松本一
松本 一（まつもと はじめ、1915年（大正4年）1月2日 - 1998年（平成10年）1月16日）は、日本の政治家。第27・28代岡山市長。岡山県岡山市出身。

## 経歴
岡山市に生まれる。1933年岡山県第二中学校（現在の岡山県立岡山操山中学校・高等学校）卒業。1944年勲六等瑞宝章を受章。1947年上道郡幡多村助役。1951年同村長。1954年幡多村は岡山市に編入。翌1955年岡山市議会議員に当選。以後、市議を6期務め、副議長、議長に就任。1975年第40代全国市議会議長会会長、就実学園理事長に就任する。1977年紺綬褒章を受章。
1983年5月市長選にて初当選し、第27代岡山市長に就任。日本下水道協会会長　岡山市体育協会会長を務める。1984年12月坪田譲治文学賞を制定。1986年市制100周年事業として、国鉄操車場跡地（岡山市北区北長瀬）に、チボリ公園事業の構想を発表。岡山県、岡山市、財界の三者による推進体制が整えられる。1987年5月市長選にて、再選。第28代の市長に就任。2期目を務める。全国市長会副会長となる。
1991年1月チボリ公園事業の是非を問うため市長職を一旦辞職し再度市長選に挑むが、チボリ公園反対を掲げていた安宅敬祐に敗れたため、市長を退任。1992年11月 勲三等旭日中綬章受章。
1998年1月に83歳で死去した。